# Antoine Lambert
Antoine Lambert, ou Jean-Antoine Lambert, natif du Luc-en-Provence, est un chirurgien français, pionnier de la chirurgie de l'époque moderne et auteur de plusieurs traités chirurgicaux.

## Biographie
Antoine Lambert naît au début du XVIIe siècle au Luc. Ayant obtenu le titre de maître chirurgien, il est admis pour exercer son art à Marseille, où il devient un praticien réputé. Il publie en 1662 le premier ouvrage de chirurgie jamais imprimé à Marseille. L'ouvrage est imprimé par l'érudit marseillais Claude Garcin, les frais étant couverts par une subvention spéciale de la ville de Marseille. L'ouvrage, dédié à « Messieurs les eschevins protecteurs et défenseurs des privileges, franchises & libertez de la ville de Marseille », comprend cinq parties, consacrées aux ulcères malins, aux caries, aux fistules (deux chapitres), et aux apostèmes du Guidon. Il dénonce la pratique des saignées très en vogue auprès du corps médical selon la méthode de Leonardo Botal.
Il avait toutefois déjà publié en 1656 un Commentaire sur la carie et la corruption des os  dédié à Messire Paul de Saumur (sic), le chevalier Paul.
Le succès rencontré par l'ouvrage conduit à plusieurs rééditions, dont une deuxième édition à Lyon en 1671 et une troisième édition à Marseille en 1677, dédiée à Jean-Baptiste Brodart, intendant général des galères de France. 
Ses ouvrages reprennent et synthétisent les théories médicales et chirurgicales prévalentes sous l'Ancien Régime, mais y ajoutent un grand nombre d'observations personnelles. C'est ainsi qu'il fait notamment mention pour la première fois de l'utilisation d'un sublimé corrosif à base de chaux, « l'eau phagédénique » pour le traitement de l'hydrocèle,, ou de nouveaux procédés chirurgicaux pour le soin de la fistule lacrymale.
L'historien provençal Jean-Pierre Papon, dans son Histoire générale de la Provence, rapporte qu'au début de l'année 1660, il soigna « avec une prudente circonspection et ce courage qu'on devait regarder, dans ces circonstances, comme l'héroïsme de la bienfaisance ou de l'amitié » les partisans de Niozelles, déclarés coupables de lèse-majesté, alors cachés dans le couvent des Capucines à Marseille.
Ses livres sont publiés avec l'approbation du corps médical marseillais, et mentionnent des patients d'origines sociales variées, français et étrangers, reflétant une large pratique. Dès 1666, Jean-Antoine Guérin, chirurgien opérateur à l'Hôtel-Dieu de Lyon, le qualifie de « l'un des plus sçavans & des plus expérimentés Chirurgiens du siècle ». Il obtient le titre de bourgeois de Marseille et se voit attribuer des armoiries Echiqueté d'argent et d'azur ; au chef d'or, chargé d'un lambel de deux pendants de sable. La mention de ses observations dans des ouvrages de la fin de XVIIIe siècle, témoigne de leur utilisation jusqu'aux évolutions des connaissances chirurgicales au XIXe siècle.
Il serait décédé vers 1699 à Marseille.

## Œuvres
- Commentaire sur la carie, et corruption des os.  Claude Garcin, Marseille 1656 (biu santé)
- Les commentaires d'Antoine Lambert. Claude Garcin, Marseille 1662 (biu santé)
- Les commentaires ou les œuvres chirurgicales d'Antoine Lambert. Pierre Compagnon & Robert Taillandier, Lyon 1671 (biu santé)